# Enith Salón
Enith Salón Marcuello (Moncada, 24 settembre 2001) è una calciatrice spagnola, portiere del Servette Chênois e della nazionale femminile spagnola.

## Carriera

### Club
Salón inizia la sua carriera nelle giovanili del Valencia, iniziando nel Valencia D e scalando via via tulle le formazioni fino ad essere aggregata alla prima squadra dal 2018. Per il debutto in Primera División Femenina de España deve però attendere il 27 gennaio 2019 quando il tecnico Óscar Suárez decide di farla scendere in campo alla 18ª giornata di campionato, rilevando la titolare Jennifer Vreugdenhil al 57' della vittoria interna per 2-1 sul Dux Logroño. Con l'arrivo del nuovo tecnico Irene Ferreras si trova maggior spazio, tuttavia anche l'avvicendamento nella stagione con José López non muta il turnover a netto favore di Vreugdenhil o di María Pi Francés, maturando così solo 5 presenze in Primera División 2019-2020. nella stagione 2020-2021 la squadra viene affidata a José Bargues che decide di riporre maggior fiducia in Salón per diventare rapidamente il portiere di prima scelta. Da allora, con poche eccezioni, ha sempre ricoperto questo ruolo.

### Nazionale
Salón inizia ad essere convocata dalla Federcalcio spagnola dal 2019, inizialmente per vestire la maglia della formazione under 19, inserita in rosa dal tecnico Pedro López, assieme a Catalina Coll, con la squadra che affronta l'Europeo di Scozia 2019 senza tuttavia utilizzarla durante il torneo.
Dopo aver debuttato con l'under 23 nel settembre 2022, l'11 novembre di quello stesso anno ha esordito anche con la nazionale maggiore, chiamata dal commissario tecnico Jorge Vilda in occasione dell'amichevole vinta per 7-0 in casa con l'Argentina e dove scende in campo da titolare. In seguito Vilda continua a convocarla con una certa regolarità, decidendo di inserirla in rosa anche per l'edizione 2023 della Cup of Nations e impiegandola, nuovamente da titolare, nell'incontro vinto 3-0 sulla Giamaica del 16 febbraio, e dove la sua nazionale si aggiudica il secondo posto nel torneo.
Dopo averla nuovamente convocata, senza utilizzarla, in alcune amichevoli premondiali, il 30 giugno 2023 viene inserita nella lista delle 23 calciatrici convocate per la fase finale del Mondiale di Australia e Nuova Zelanda 2023, affiancando le compagne, pur non venendo mai utilizzata durante il torneo, nella progressione della Spagna che, dopo aver chiuso il gruppo C al secondo posto nella fase a gironi, sconfitta solo dal Giappone, supera nettamente la Svizzera per 5-1 agli ottavi di finale, poi i Paesi Bassi per 2-1 ai quarti, la Svezia con identico risultato in semifinale e si aggiudica, nella finale vinta 1-0 sull'Inghilterra il suo primo titolo di Campione del Mondo di categoria.

## Palmarès

### Nazionale
- Campionato mondiale: 1

2023